# Of Verona
of Verona est un groupe américain de rock indépendant formé en 2010 à Los Angeles. Leur premier album, The White Apple, est sorti le 10 juillet 2012.

## Biographie

### Formation et débuts
Début 2010, le producteur et guitariste Dillon Pace rencontre la chanteuse Mandi Perkins et ils fondent le groupe of Verona rapidement. Jeff Sojka rejoint le groupe peu après une rencontre avec Pace et Perkins au Mikal Blue's Revolver Studios. Le nom du groupe est dérivé de la pièce de William Shakespeare, Les Deux Gentilshommes de Vérone,.
Le groupe commence par se produire en concerts, notamment au festival Summerfest de Milwaukee, et joue également pour l'ouverture du New Music Seminar en 2011, avant de sortir son premier EP, Fall Like Roses en juillet 2011. Proposé en téléchargement gratuit sur la page Facebook du groupe, ce premier opus a reçu un accueil positif de la critique, les comparant notamment à Florence and the Machine. Fall Like Roses a également été nommé EP de l'année par le magazine spécialisé Lemonade.

### Carrière
Après le succès de Fall Like Roses, le groupe commence à travailler sur son premier album, The White Apple, produit par Dillon Pace et enregistré dans le studio hollywoodien du groupe. Sorti le 10 juillet 2012, l'album est plutôt bien reçu. Le magazine spécialisé Lemonade leur a décerné cinq étoiles ainsi que le titre d'album indépendant de l'année 2012.
Les deux singles Castles et Dark In My Imagination ont connu une diffusion assez large sur les stations de radio comme KCRW et KROQ, et Dark In My Imagination a atteint la première place du classement de popularité effectué par le blog musical Hype Machine en février 2015.
En 2013 le groupe sort un nouvel EP contenant six morceaux inédits, This Is What It Sounds Like, qui est intégré à la version deluxe de The White Apple sortie simultanément,.
En plus de sa tournée régulière des scènes nord-Américaines, le groupe réalise une tournée au Royaume-Uni en avril 2013.
En 2017, le groupe sort son deuxième album, intitulé Glass Beach, de nouveau bien accueilli par la critique spécialisée puisque le magazine Lemonade lui décerne cinq étoiles.
Qualifié de sombre et futuriste, la musique de of Verona a été régulièrement utilisée dans des séries télévisées, notamment Teen Wolf, Lucifer, Dance Moms, Finding Carter, Scream, Riverdale, ou encore Vampire Diaries,.

## Membres du groupe
- Dillon Pace – guitare, clavier, production, mixage
- Mandi Perkins – chant, paroles
- Jeff Sojka – batterie, mixage

## Discographie
EP
- 2011 : Fall Like Roses
- 2013 : This Is What It Sounds Like

Albums studio